# Aline Zeler

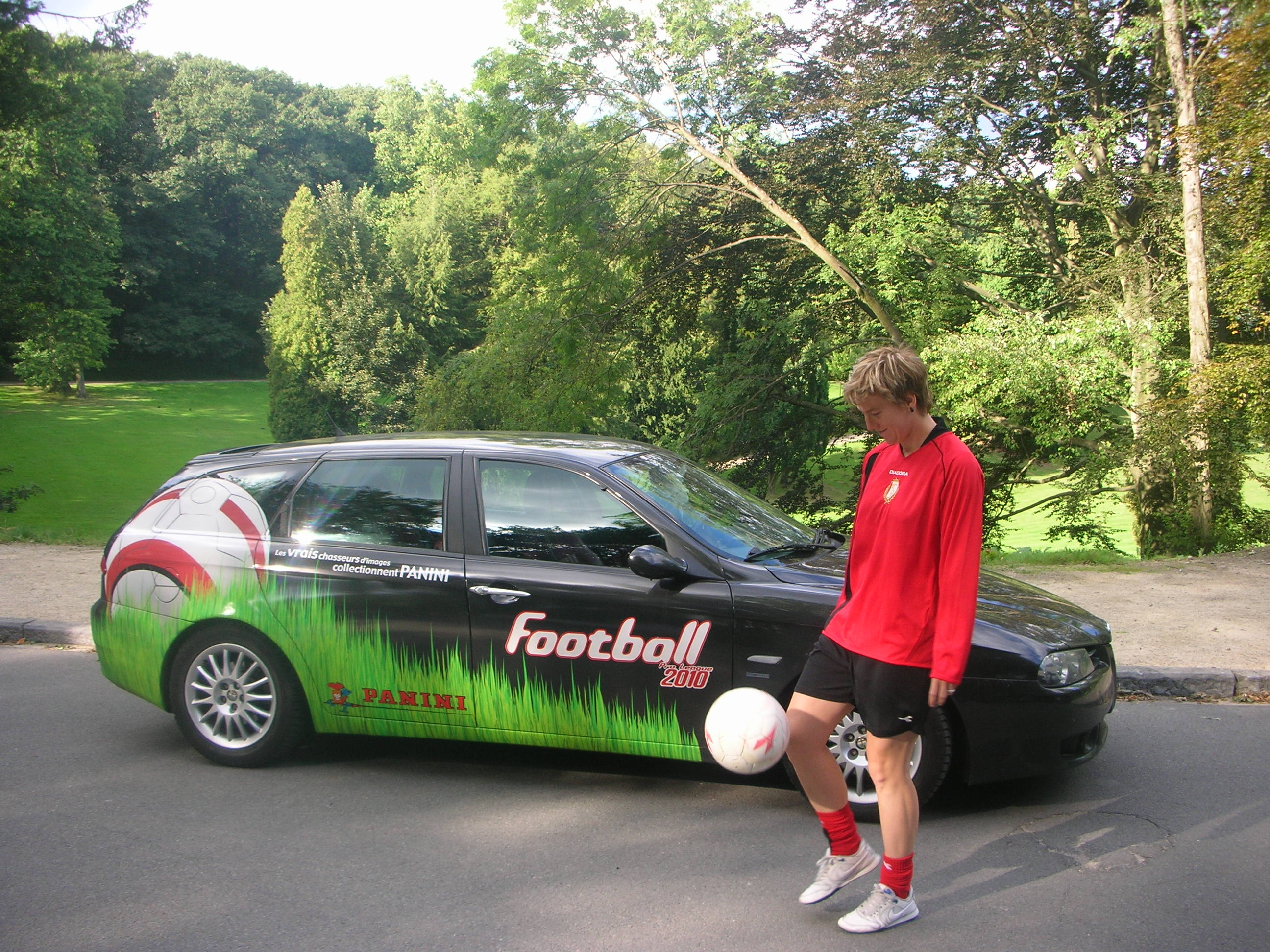

Aline Zeler, född 2 juni 1983 i Belgien, är en belgisk fotbollsspelare. Hon spelar just nu för Standard Liège i BeNe League. Hon har tidigare spelat för RSC Anderlecht och K Sint-Truidense VV. 2010 och 2011 vann hon skytteligan i den Belgiska första divisionen.
Hon har spelat i Belgiens damlandslag i fotboll sedan 2005.

## Meriter
- Belgisk mästare: 2010, 2011, 2012
- Belgiska cupen: 2006, 2012, 2014
- Belgiska Super Cupen: 2011, 2012
- BeNe Super Cup: 2011, 2012
- BeNe League: 2015